# Министерство юстиции Приднестровской Молдавской Республики
Министерство юстиции Приднестровской Молдавской Республики — республиканский орган государственного управления, обеспечивающий правотворческую деятельность Президента Приднестровской Молдавской Республики и исполнительных органов государственной власти: подготовку проектов законов и других нормативных актов и заключений в соответствии с Конституцией Приднестровской Молдавской Республики, проектов законодательных и подзаконных актов; проведение экспертиз законов; систематизацию законодательства; организацию системы юридических услуг, в целях реализации прав, свобод и законных интересов граждан Приднестровья.

## История
В 1991 году перед руководством ПМР встала достаточно сложная задача — сохранить все то, что досталось республике в наследство от Советского Союза в областях экономики, социальной сферы, образования, культуры, обеспечить правопорядок и защиту прав человека на территории ПМР. Поскольку молодая республика создавалась практически с нуля, необходимо было сформировать новую систему органов государственной власти и управления. В мае 1991 года была утверждена структура Правительства ПМР. На первых порах, исходя из территориальных масштабов, решено было создать не министерства, а управления. 24 июля 1991 года был издан Указ Президента ПМР И. Н. Смирнова об образовании Управления юстиции.
8 сентября 1992 года Постановлением Верховного Совета ПМР на базе Республиканского Управления юстиции создано Министерство юстиции ПМР. Пришлось заново укомплектовывать все органы юстиции: народные суды, отделы ЗАГСа, нотариата, адвокатуры.
С 20 августа 1992 года под юрисдикцию ПМР перешла нотариальная контора г. Дубоссары и Дубоссарского района, а с 1 июня 1993 года нотариальные конторы городов Тирасполь, Бендеры, Григориополя, Рыбница, пгт. Каменка и Слободзея.
Летом 2000 года произошла реорганизация исполнительных органов государственной власти и был сформирован Кабинет Министров ПМР. Существенные изменения, происходившие во всех отраслях государственного управления, коснулись и органов юстиции.
В 2001 году по инициативе Министерства юстиции впервые в Республике стало издаваться Собрание актов законодательства (САЗ) Приднестровской Молдавской Республики.
В 2003 году Указом Президента ПМР Управление уголовно-исправительной системы Министерства юстиции ПМР было реорганизовано в Государственную службу исполнения наказаний и судебных решений, в состав которой вошло Управление исполнения судебных решений, что стало началом формирования самостоятельной структуры — Службы судебных исполнителей при Министерстве юстиции.
1 января 2008 года, в соответствии с Указом Президента ПМР была создана Государственная служба регистрации и нотариата.
Сегодня в числе приоритетных направлений деятельности Министерства юстиции — обеспечение исполнения уголовных наказаний, назначаемых судами по уголовным делам, исполнение судебных решений по гражданским и административным делам, осуществление государственной регистрации правовых фактов и выдача лицензий; обеспечение защиты прав и законных интересов граждан и юридических лиц при осуществлении нотариальных действий, дальнейшее совершенствование действующего приднестровского законодательства на основе его гармонизации с законодательством Российской Федерации.

## Структура
- Центральный аппарат
- Государственная служба регистрации и нотариата
- Государственная служба исполнения наказаний
- Государственная служба судебных исполнителей
- Служба государственного надзора
- Управление судебных экспертиз[3]

## Министры

### Республиканское управление юстиции
| № | ФИО                           | Звание | Дата назначения | Дата освобождения | Примечания |
| - | ----------------------------- | ------ | --------------- | ----------------- | ---------- |
| 1 | Сидоров, Михаил Иванович      |        | июль 1991       | декабрь 1991      |            |
| 2 | Коротенко, Виктор Григорьевич |        | декабрь 1991    | сентябрь 1992     |            |

### Министерство юстиции
Создано 8 сентября 1992 года Постановлением Верховного Совета ПМР на базе Республиканского Управления юстиции  
| №  | ФИО                            | Звание                                          | Дата назначения | Дата освобождения | Примечания                                                                                 |
| -- | ------------------------------ | ----------------------------------------------- | --------------- | ----------------- | ------------------------------------------------------------------------------------------ |
| 1  | Коротенко, Виктор Григорьевич  |                                                 | сентябрь 1992   | июнь 1993         |                                                                                            |
| 2  | Алимпиев, Александр Сергеевич  |                                                 | июнь 1993       | декабрь 1993      |                                                                                            |
| 3  | Зенин, Александр Михайлович    | высший квалификационный класс судьи             | декабрь 1993    | ноябрь 1994       |                                                                                            |
| 4  | Овсянников, Юрий Сергеевич     | государственный советник юстиции I класса       | ноябрь 1994     | август 2000       |                                                                                            |
| 5  | Балала, Виктор Алексеевич      | государственный советник юстиции II класса      | август 2000     | октябрь 2005      |                                                                                            |
| 6  | Гурецкий, Анатолий Анатольевич | государственный советник юстиции II класса      | октябрь 2005    | октябрь 2006      |                                                                                            |
| 7  | Урская, Галина Васильевна      | действительный государственный советник юстиции | октябрь 2006    | февраль 2009      |                                                                                            |
| 8  | Степанов, Сергей Михайлович    | государственный советник юстиции III класса     | 29 апрель 2009  | 30 декабря 2011   | с 4 февраля по 29 апреля 2009 и с 30 декабря 2011 по 5 января 2012 исполняющий обязанности |
| 9  | Мельник, Мария Борисовна       |                                                 | 24 января 2012  | 30 января 2012    | с 5 января 2012 года исполняла обязанности министра юстиции                                |
| 10 | Дели, Александр Федорович      | старший советник юстиции                        | 29 февраля 2012 | 14 ноября 2012    | с 30 января 2012 года исполнял обязанности министра юстиции                                |
| 11 | Клюс, Алёна Анатольевна        | советник юстиции                                | 14 ноября 2012  | 12 февраля 2013   | исполняющий обязанности министра юстиции                                                   |
| 12 | Дубровина, Ольга Сергеевна     | советник юстиции                                | 12 февраля 2013 | 24 июля 2013      | с 10 июля 2013 года исполняла обязанности министра юстиции                                 |
| 13 | Кисничан, Александр Андреевич  | советник юстиции                                | 24 июля 2013    | 18 марта 2015     |                                                                                            |
| 14 | Зварыч, Ольга Владимировна     | младший советник юстиции                        | 18 марта 2015   | 26 декабря 2016   |                                                                                            |
| 15 | Шевченко, Александр Андреевич  | советник юстиции                                | 26 декабря 2016 | 30 марта 2018     |                                                                                            |
| 16 | Тумба, Александра Иосифовна    | государственный советник юстиции III класса     | 30 марта 2018   |                   |                                                                                            |